# The CD Singles '88-91'
The CD Singles '88-91' è un cofanetto raccolta del cantante inglese Morrissey, pubblicato il 19 giugno del 2000 dalla EMI.
Raccoglie i primi dieci singoli e relative b-sides della carriera solista del cantante, da Suedehead del 1988 a Pregnant for the Last Time, uscito nel 1991.

## Realizzazione
Molti dei singoli (e b-sides) di questa raccolta erano già contenuti nelle precedenti raccolte Bona Drag (del 1990) e My Early Burglary Years (del 1998). Nel cofanetto sono incluse anche un certo numero di cover: East West degli Herman's Hermits, That's Entertainment dei Jam, Cosmic Dancer dei T.Rex, Skin Storm dei Bradford e una versione di Sweet and Tender Hooligan dall'ex band The Smiths. Nel settembre del 2000 la raccolta è stata seguita da un secondo volume, The CD Singles '91-95'.

## Copertina
I dieci dischi sono alloggiati in un box cartonato e le copertine replicano quelle dei singoli originali, ma con i titoli delle canzoni scritti sul retro. L'immagine della copertina del cofanetto è una foto di Morrissey scattata da Anton Corbijn e già utilizzata nel booklet del CD dell'album di debutto di Viva Hate.

## Tracce

### CD 1
1. Suedehead
2. I Know Very Well How I Got My Name
3. Hairdresser on Fire
4. Oh Well, I'll Never Learn

### CD 2
1. Everyday Is Like Sunday
2. Sister I'm a Poet
3. Disappointed
4. Will Never Marry

### CD 3
1. The Last of the Famous International Playboys
2. Lucky Lisp
3. Michael's Bones

### CD 4
1. Interesting Drug
2. Such a Little Thing Makes Such a Big Difference
3. Sweet and Tender Hooligan (live in Wolverhampton, 1988)

### CD 5
1. Ouija Board, Ouija Board
2. Yes I Am Blind
3. East West

### CD 6
1. November Spawned a Monster
2. He Knows I'd Love to See Him
3. Girl Least Likely To

### CD 7
1. Piccadilly Palare
2. Get Off the Stage
3. At Amber

### CD 8
1. Our Frank
2. Journalists Who Lie
3. Tony the Pony

### CD 9
1. Sing Your Life
2. That's Entertainment
3. The Loop

### CD 10
1. Pregnant for the Last Time
2. Skin Storm
3. Cosmic Dancer (live in Utrecht, 1º maggio 1991)
4. Disappointed (live in Utrecht, 1º maggio 1991)